# Via Anagnina
La via Anagnina è una strada romana che, in parte, corrisponde all'antica via Latina.
Il nome deriva dall'antico collegamento che la strada forniva con la città di Anagni.

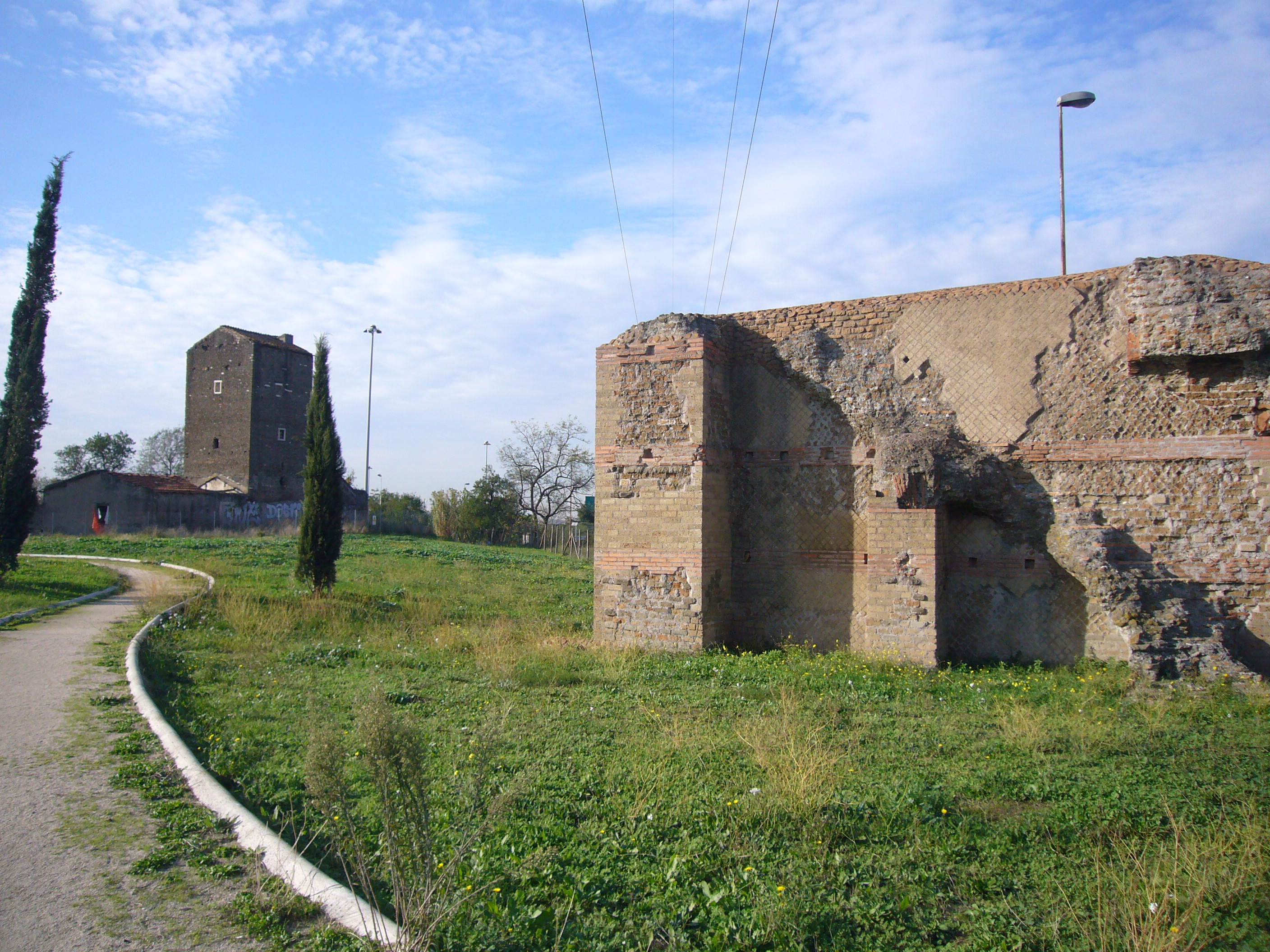
Torre di Mezzavia e cisterna

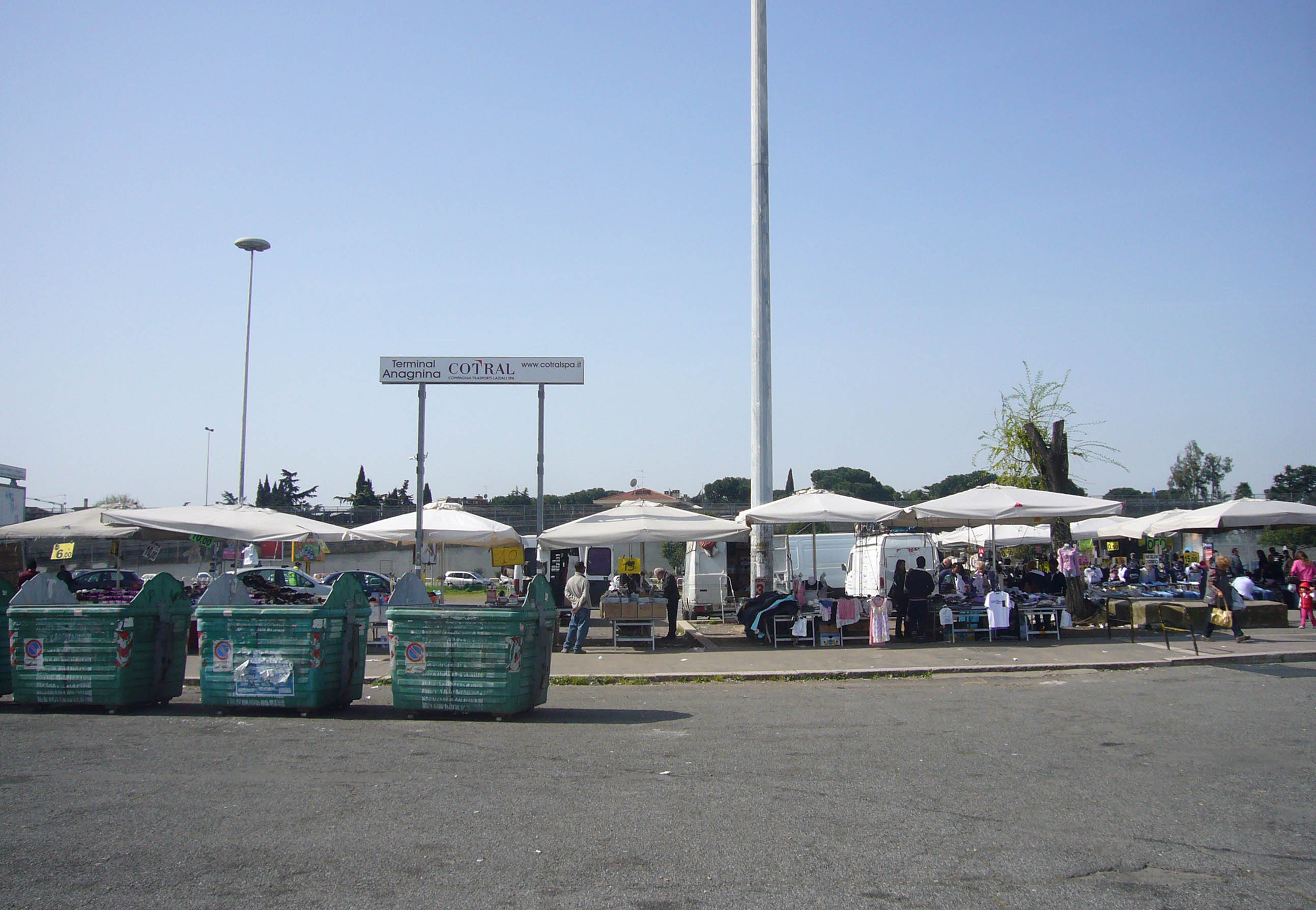
Metro A Anagnina mercatino

## Percorso

### Tratto urbano
La via Anagnina va da via Tuscolana (all'altezza dell'uscita 22 del G.R.A.) ai confini del Comune di Roma, oltre il quale entra nel Comune di Grottaferrata.

### Tratto extraurbano
Fuori dal Comune di Roma, la strada è denominata Strada provinciale 511 Anagnina e termina a Grottaferrata.

In comune di Grottaferrata, al decimo miglio di quella che era un tempo la Via Latina, è stata scavata la piccola catacomba Ad Decimum, usata fra il III e il IV secolo. La piccola dimensione e la modestia dei reperti fa pensare che fosse utilizzata da liberti e lavoratori addetti alle ville della zona.

## Storia
La via fu istituita nel 1933. Dal 1972, con la Delibera 3246 del 30/05/1972, fu inclusa nel Municipio X.
Dopo la guerra si insediarono lungo l'Anagnina numerose aziende manifatturiere di dimensioni piccole e medie, ma anche uno tra i giganti dell'industria romana, la FATME ("Fabbrica Apparecchiature Telefoniche e Materiale Elettrico"), trasferitasi qui dalla via Appia nel 1960, grazie anche all'intervento della Cassa per il Mezzogiorno. L'azienda fu una delle roccaforti della classe operaia della città, giungendo a occupare oltre 4 000 addetti, finché, cambiati i tempi, le tecnologie e le produzioni, negli anni novanta fu definitivamente acquisita dalla Ericsson, che vi ha stabilito la sede italiana.

## Emergenze storico-archeologiche
L'antica via Latina serviva, in epoca romana, un territorio molto antropizzato: ville e aziende agricole hanno quindi lasciato tracce che vengono periodicamente alla luce, man mano che la zona viene urbanizzata e si eseguono indagini archeologiche di tutela. Nel febbraio 2011, ad esempio, sono state ritrovate in una vasca 6 sculture di epoca severiana, presumibilmente pertinenti al mausoleo familiare di una villa.

## Edifici rilevanti
Nel comprensorio subito fuori del Raccordo Anulare, tra la via Tuscolana e l'Anagnina (Torre di Mezzavia), sono state edificate rilevanti cubature destinate a servizi: dal 2004 è attivo uno dei primi grandi centri commerciali romani (24000 m² su 2 livelli, 56 negozi, oltre 4 milioni di visitatori all'anno, circa 1 200 posti auto). Nell'area sono inoltre presenti altri punti vendita di multinazionali come Euronics e IKEA.

## Collegamenti
Principale nodo del trasporto pubblico al servizio della zona è la stazione Anagnina della linea A della metropolitana: capolinea sud-est della linea, è anche capolinea di diverse linee di bus, nonché stazione di scambio per le direttrici sud-est delle autolinee extraurbane COTRAL.